# Flor y canela
Flor y canela é uma telenovela mexicana produzida por Eugenio Cobo para a Televisa e exibida pelo Canal de las Estrellas entre 3 de outubro de 1988 e 17 de fevereiro de 1989.
É baseada em Marianela, a célebre obra do escritor espanhol Benito Pérez Galdós.
Foi protagonizada por Mariana Garza (que foi substituída por Daniela Leites) e Ernesto Laguardia e antagonizada por Mónica Miguel.

## Elenco
- Mariana Garza - Marianela (#1)
- Daniela Leites - Marianela (#2)
- Ernesto Laguardia - Pablo
- Edith González - Florentina
- Ari Telch - Tomás García
- Edgardo Gazcón - Carlos
- Salvador Sánchez - Sinforoso
- Guillermo Murray - Francisco
- Oscar Morelli - Manuel
- Aurora Molina - Dorotea
- Ricardo De Loera - Remigio
- Mónica Miguel - Ana
- Rosita Pelayo - Juana
- Miguel Córcega - El Galán
- Adalberto Parra - Atanasio
- Rosario Zúñiga - Josefa
- Christian Ramírez - Felipín
- Marta Resnikoff - Florence
- Irlanda Mora - Trudi
- Isabel Andrade - Paca

## Prêmios e indicações

### TVyNovelas
| Categoria           | Indicado(a)       | Resultado |
| ------------------- | ----------------- | --------- |
| Melhor ator juvenil | Ernesto Laguardia | Venceu    |